# UNITE Police
Pour les articles homonymes, voir Unité.
Unité Police est un ancien syndicat professionnel de la Police nationale affilié à la Confédération générale du travail - Force ouvrière. 
Les 13 et 14 février 2013, Unité Police a été dissous pour créer Unité SGP Police-Force Ouvrière faisant ainsi aboutir le processus de rapprochement initié en 2009 avec le Syndicat général de la police-Force ouvrière (SGP-FO), processus qui avait permis à ces deux organisations de remporter près de 48 % des suffrages lors des élections professionnelles de janvier 2010.

## Historique
Unité Police est l'un des héritiers de la FASP qui comprenait, entre autres, le SNIP des CRS dont Joaquin Masanet fut le secrétaire général. Le Syndicat unique est issu d'une scission de l'UNSA Police, dont une partie de la direction a fait le choix de rejoindre Force ouvrière tandis que l'autre est resté au sein de la confédération UNSA[réf. nécessaire].

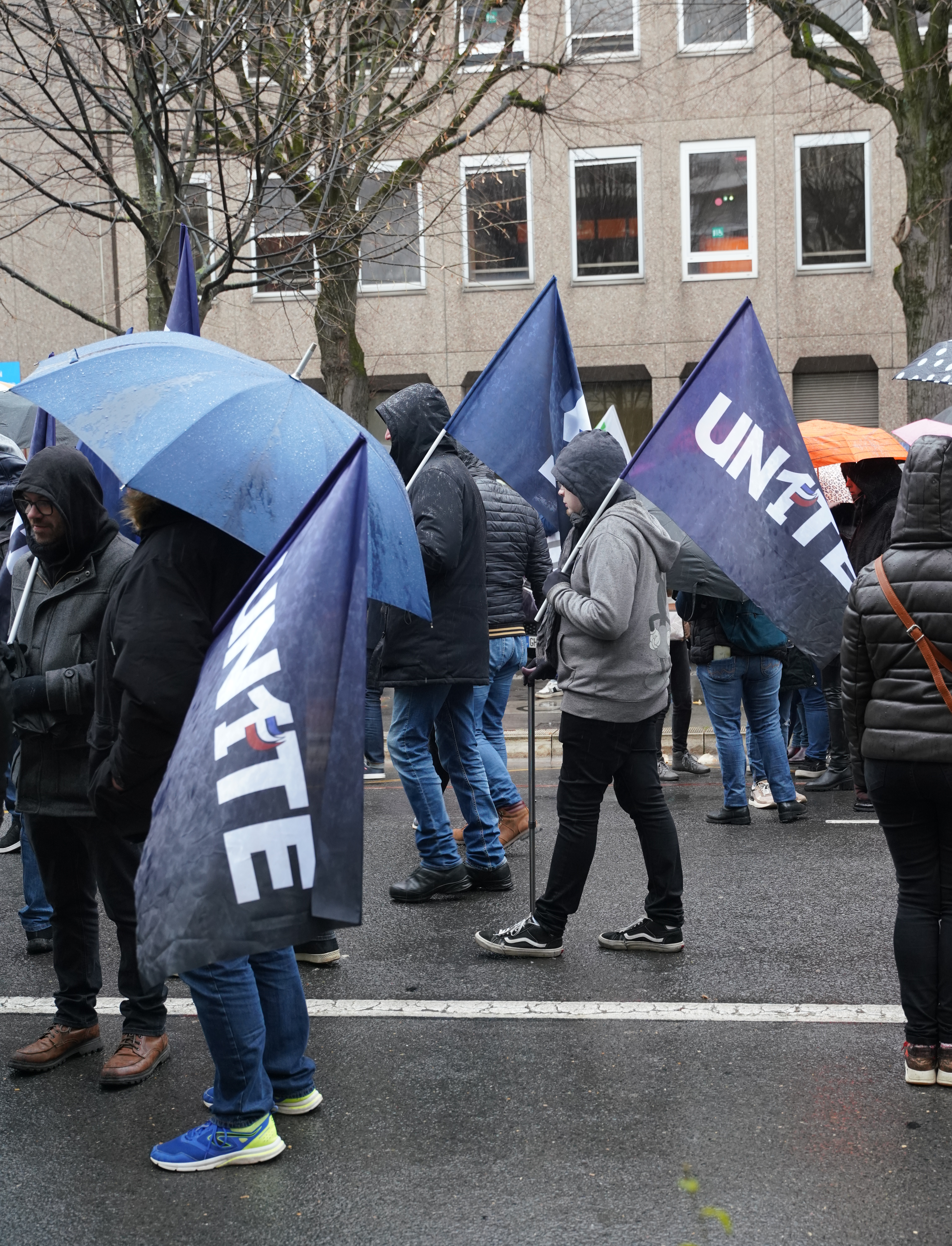
Lors d'une manifestation du 5 décembre 2024.

- 11 décembre 2008 : le bureau national de l’UNSA exclut Henri Martini, ainsi que les membres de son syndicat qui veulent le rapprochement avec la CGT-FO
- 14 janvier 2009 : Le Syndicat unique démissionne de l'UNSA[réf. nécessaire]
- 20 janvier 2009 : le TGI de Paris condamne Le Syndicat unique pour son utilisation du nom et des logos UNSA Police[réf. nécessaire]
- 9 juin 2009 : Le Syndicat unique change de nom et devient UNITE-Police Le Syndicat unique
- 17 juin 2009 : création de l'Union Unité SGP Police, affiliée à Force Ouvrière
- 1er octobre 2009 : le tribunal administratif de Cergy-Pontoise (7e chambre) conclut :
  - que le récépissé référencé 93 006 B 97 103 appartient à UNITE Police-Le Syndicat unique ;
  - que la continuité de la personne morale du Syndicat unique est UNITE Police Le Syndicat Unique.
- 2010 : l'Union Unité SGP Police obtient 47,78 % des voix des gradés et gardiens de la Police nationale.
- 2013 : l'alliance électorale aboutit à l'union des deux syndicats en une seule organisation, Unité SGP Police-Force Ouvrière.